# گری کاسپارف
گری کیمویچ کاسپارف (به روسی: Га́рри Ки́мович Каспа́ров) قهرمان شطرنج جهان (۲۰۰۰–۱۹۸۵) در ۱۳ آوریل ۱۹۶۳ در باکو از پدری یهودی و مادری ارمنی به دنیا آمد.
او در ۱۹۸۰ به عنوان استاد بزرگی دست یافت. ۵ سال بعد با غلبه بر آناتولی کارپف قهرمان شطرنج جهان شد و تا سال ۱۹۹۳ هنگامی که به دلیل اختلاف با فدراسیون جهانی شطرنج (فیده) مسابقه فینال قهرمانی جهان را با نایجل شورت استاد بزرگ انگلیسی خارج از حمایت فیده برگزار کرد این عنوان را در اختیار داشت.
پس از آن نیز تا هنگام شکست سال ۲۰۰۰ از ولادیمیر کرامنیک دنیای شطرنج او را قهرمان واقعی این ورزش می‌شناخت. کاسپارف روز ۱۰ مارس ۲۰۰۵ کناره‌گیری خود را از شطرنج حرفه‌ای اعلام کرد و وارد فعالیت‌های سیاسی شد. وی از پیشگامان آنالیز در شطرنج مدرن بود و به کمک دستیاران خود (اساتید بزرگی مانند یوری دوخویان و جوزف دورفمن) اقدام به تدارکات گسترده علیه حریفان خود می‌کرد.
کاسپاروف با کسب ریتینگ ۲۸۵۶٫۷ در مارس ۲۰۰۰ در رتبهٔ دوم برترین شطرنج‌بازان تاریخ از این لحاظ قرار دارد. هم‌چنین وی به مدت ۲۵۵ ماه در صدر شطرنج‌بازان برتر دنیا قرار داشته‌است، بیش‌تر از هر شطرنج‌باز دیگری. کاسپاروف همین‌طور یازده جایزه اسکار شطرنج نیز به دست آورده که این رکورد نیز تا کنون پابرجا است. در مسابقات جایزه بزرگ جهانی ۱۹۷۳ کاسپاروف از شخصی به نام باباحاجی شکست سنگینی خورد که باعث شد به مقام دوم جهان سقوط کند و باباحاجی تا سال‌ها استاد بزرگ اول جهان باشد

## کودکی و نوجوانی

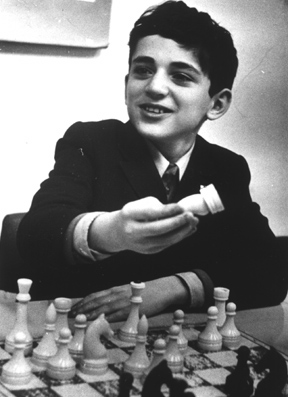
کاسپاروف در سن ۱۱ سالگی، ویلنیوس، سال ۱۹۷۴

کاسپاروف به نام گاریک کیمویچ واینستاین در باکو جمهوری آذربایجان به دنیا آمد. پدر او کیم مویسیویچ واینستاین یهودی روسی بود و مادر او کلارا کاسپاریان ارمنی بود. پدر او در اثر سرطان خون در زمانی که او هفت ساله بود، درگذشت. در سن ۱۲ سالگی او نام خانوادگی مادر خود کاسپاریان را به صورت روسی شدهٔ کاسپاروف انتخاب کرد.

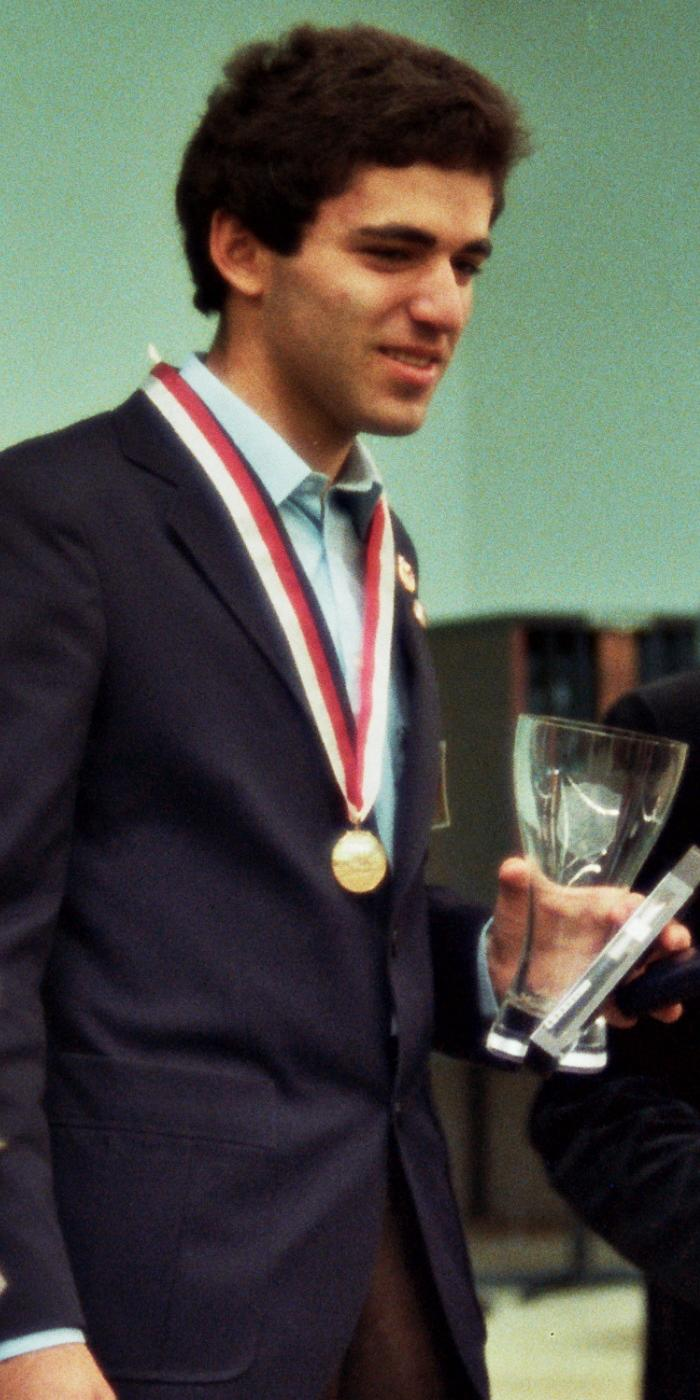
دورتمند آلمان ۱۹۸۰ کاسپاروف که حالا قهرمان جوانان جهان شده‌است!

## قهرمانی جهان

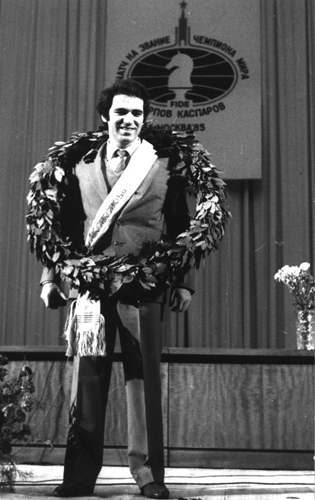
کاسپارف پس از کسب قهرمانی شطرنج جهان در سال ۱۹۸۵.

در ۱۹۸۴ مسابقات جهانی میان آناتولی کارپف قهرمان جهان و گاری کاسپاروف در مسکو با ۴۸ بازی (روی هم ۳۰۰ ساعت) انجام شد. (کاسپاروف ۲۱ ساله بود و کارپف ۳۳ ساله) قانون مسابقه این‌گونه بود که هر شطرنج‌بازی شش بار پیروز می‌شد قهرمان جهان شود و نتایج مساوی تأثیری در نتیجه نداشت. نتایج مساوی امتیازی نداشت. کارپف به‌سرعت توانست چهار بر صفر از کاسپارف پیشی بگیرد. در ادامه کاسپاروف روش بازی خود را تغییر داد و به دنبال تساوی در بازی‌های بعدی بود.
با طولانی شدن مسابقات آثار فرسایش جسمی و روحی در کارپف که مسن‌تر بود، آشکار شد و کاسپاروف توانست با چند برد فاصله خود را با حریف کم کند. کارپف در آن مسابقات حدود ۱۱ کیلو وزن کم کرد و چند بار در بیمارستان بستری شد.

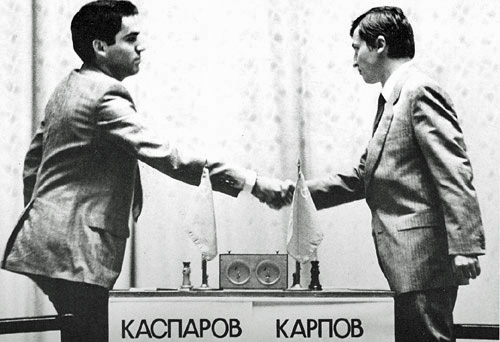
کاسپارف و کارپف ۱۹۸۵

سرانجام پس از ۴۸ بازی که روی هم ۳۰۰ ساعت به درازا کشید، فدراسیون جهانی شطرنج پادرمیانی و اعلام کرد که برای «حفظ سلامت هر دو بازیکن» ناچار است مسابقات را تعطیل کند. بسیاری از کارشناسان شطرنج جهان که می‌دیدند کاسپاروف کاملاً سرحال است، معتقد بودند که این تصمیم صرفاً برای جلوگیری از شکست کارپف اتخاذ شده‌است. کاسپاروف بعدها در زندگی‌نامهٔ خود تحت عنوان «بازی سیاسی» که در سال ۱۹۸۷ منتشر شد، فدراسیون شطرنج جهان و شوروی را متهم کرد که علیه او دسیسه‌چینی کرده‌اند.
دور بعدی مسابقات در اکتبر سال ۱۹۸۵ بار دیگر در مسکو برگزار شد. در این دور قواعد مسابقات تغییر کرده و به روش قبلی برگشته بود و به ۲۴ بازی محدود می‌شد. هر بُرد یک امتیاز و هر مساوی نیم امتیاز داشت. کارپف به عنوان قهرمان جهان فقط به ۱۲ امتیاز نیاز داشت ولی کاسپاروف باید حداقل به ۵ / ۱۲ امتیاز دست می‌یافت تا قهرمان جهان شود. این مسابقات سرانجام در میان هیجان عمومی شطرنج‌دوستان جهان، با نتیجهٔ ۱۳ بر ۱۱ به سود کاسپاروف پایان یافت و او با ۲۲ سال سن به عنوان جوان‌ترین شطرنج‌باز تاریخ، تاج قهرمانی را بر سر گذاشت.
گری کاسپاروف پس از این موفقیت سه بار به ترتیب در سال‌های ۱۹۸۶(در لندن و لنینگراد)، ۱۹۸۷ (در سویا) و ۱۹۹۰ (در نیویورک و لیون) از مقام قهرمانی خود در برابر کارپف دفاع کرد.
| به‌دلیل برخی مشکلات فنی، نمودارها موقتاً قابل مشاهده نیستند. اطلاعات بیشتر پیرامون این مشکل در فابریکاتور و وبگاه مدیاویکی در دسترس است. | |
| | به‌دلیل برخی مشکلات فنی، نمودارها موقتاً قابل مشاهده نیستند. اطلاعات بیشتر پیرامون این مشکل در فابریکاتور و وبگاه مدیاویکی در دسترس است. |

## خداحافظی از دنیای قهرمانی
پس از قهرمانی در مسابقات معتبر Linares برای نهمین بار، کاسپاروف در ۱۰ مارس ۲۰۰۵ اعلام کرد که از رقابت جدی شطرنج بازنشسته خواهد شد. او دلیل آن را فقدان اهداف شخصی در دنیای شطرنج عنوان کرد (او در زمان قهرمانی روسیه در سال ۲۰۰۴ اظهار داشت که این آخرین عنوان مهمی بود که هرگز به‌طور کامل کسب نکرده بود) و از عدم موفقیت در اتحاد مجدد قهرمانی جهان ابراز ناامیدی کرد.
کاسپاروف گفت که ممکن است برای سرگرمی در برخی مسابقات شطرنج سریع بازی کند، اما او قصد داشت زمان بیشتری را برای کتاب‌هایش، از جمله سری پیشینیان بزرگ من، صرف کند و روی پیوند بین تصمیم‌گیری در شطرنج و سایر زمینه‌های زندگی کار کند. او همچنین اظهار داشت که به دخالت خود در سیاست روسیه ادامه خواهد داد، زیرا به نظر او «در مسیر اشتباه قرار گرفته‌است».

## مبارزه با رایانه

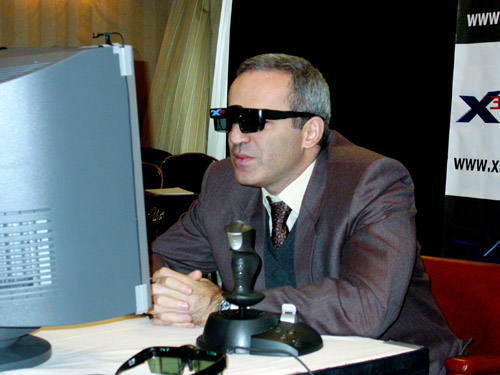
مبارزه با X3D

برای نخستین بار در تاریخ، یک رایانه با نام دیپ بلو ساختهٔ شرکت آی‌بی‌ام توانست گاری کاسپاروف؛ قهرمان شطرنج جهان را در سال ۱۹۹۷ شکست دهد.

وی در سال ۱۹۹۹در یک مسابقه از طریق اینترنت در مقابل «تیم جهان» شرکت کرد. اعضای هدایت‌کنندهٔ این تیم چند استاد بزرگ شطرنج بودند، هرکس می‌توانست از طریق اینترنت در بازی شرکت کند و پیشنهادی برای حرکت بعدی «تیم جهان» ارائه دهد. بهترین پیشنهاد که بیش‌ترین آراء را به خود اختصاص می‌داد، به عنوان حرکت بعدی به ثبت می‌رسید. این مسابقه سخت و طولانی سرانجام پس از چهار ماه و ۶۲ حرکت با پیروزی کاسپاروف به پایان رسید و «تیم جهان» شکست را پذیرفت. کاسپاروف که آن زمان ۳۴ ساله بود، به گزارشگران گفت: «این کامپیوتر رقیبی خارج از این سیاره است و ویژگی‌های آن از هر رقیب انسانی دیگری بسیار بسیار متفاوت است.» شطرنج‌باز ماجراجوی روس که مسابقه اول را برد، بالاخره زیر فشار در ۱۱ ماه مه ۱۹۹۷ تسلیم شد و کامپیوتر آی‌بی‌ام دو بازی را برد، یکی را باخت و سه بازی دیگر را مساوی کرد.

## فعالیت‌های سیاسی

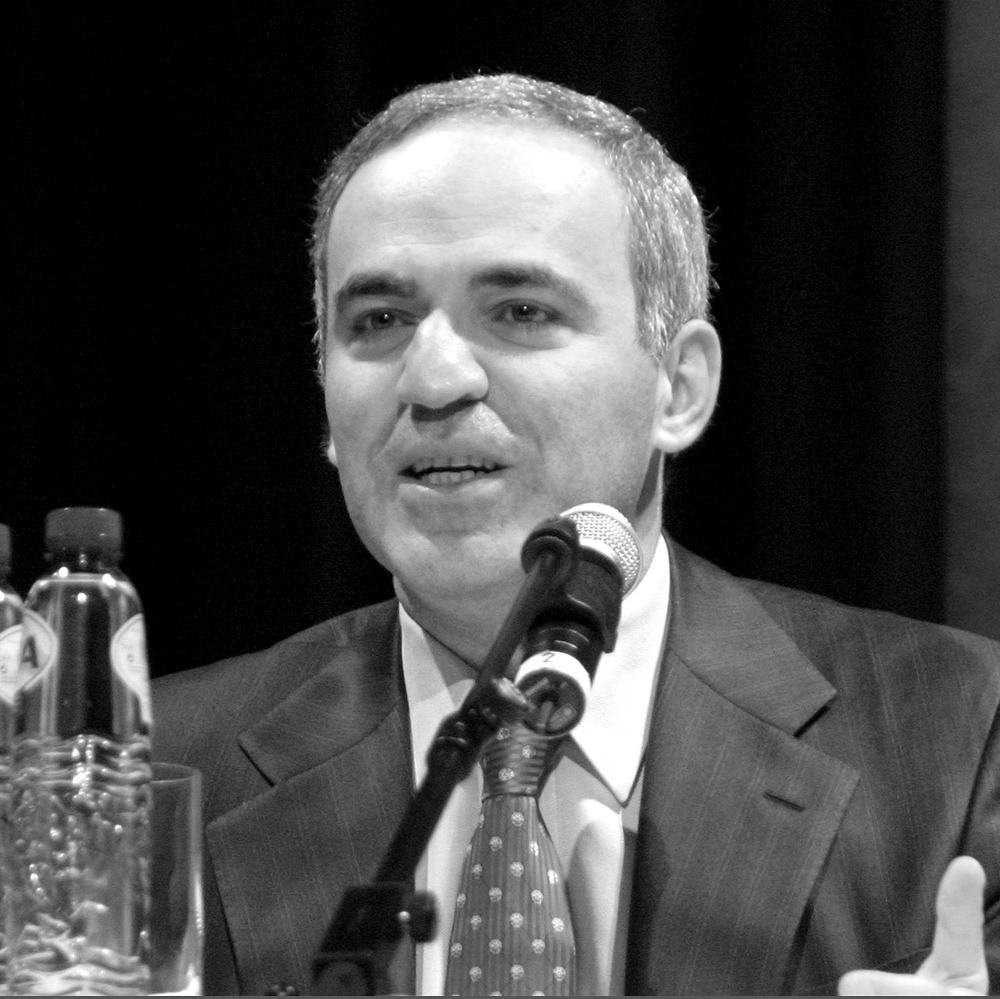
گری کیمویچ کاسپارف در سال 2007

وی در جوانی در دههٔ ۸۰ از منتقدان نظام شوروی بود. هم‌چنین وی از گورباچف به دلیل عمل‌کرد ضعیف در نزاع جمهوری آذربایجان و ارمنستان بر سر منطقهٔ قره باغ انتقاد کرده‌است. کاسپاروف در سال ۱۹۹۰ یکی از تشکیل‌دهندگان «حزب دمکراتیک» روسیه بود. وی معاون دبیرکل حزب بود ولی بعدها به دلیل انتقاداتی که از برنامه این حزب داشت از آن کناره‌گیری کرد.
کاسپاروف پس از کناره‌گیری از شطرنج حرفه‌ای در سال ۲۰۰۵ بار دیگر به فعالیت سیاسی در روسیه روی آورد و از جمله اقدام به تأسیس جریانی به نام «روسیه دیگر» کرد؛ ولی مقامات کرملین اجازه ندادند که کاسپاروف با این تشکیلات در انتخابات سال ۲۰۰۸ در روسیه شرکت کند. آنان معتقد بودند که «روسیه دیگر» یک حزب واقعی نیست.

## وب‌گاه ما انتخاب می‌کنیم
کاسپارف در سال ۲۰۱۲ وب‌گاهی به نام «ما انتخاب می‌کنیم» راه‌اندازی کرد که به گفتهٔ خودش زمینه را برای انتخابی عادلانه و آزاد فراهم می‌کند. این پایگاه با بودجهٔ خصوصی اداره می‌شود و مدعی است دارای یکی از بهترین و امن‌ترین سیستم‌های امنیت اینترنتی است و رأی‌دهندگانش می‌توانند در کمال امنیت رأی دهند. برای شرکت در رأی‌گیری این وب‌گاه لازم است افراد پس از دادن شمارهٔ تلفن خود، کدی که از راه پیامک دریافت می‌کنند را وارد کنند. مدیریت وب‌گاه را کمیتهٔ جهانی ما انتخاب می‌کنیم بر عهده دارد. در ژوئن ۲۰۱۳ اعلام شد که یک بخش مربوط به ایران در این وب‌گاه راه‌اندازی شده‌است که می‌توان در آن به ۲۰ نامزد از پیش تعیین‌شده رأی داد. اعضای کمیتهٔ مربوط به این بخش شامل خود کاسپاروف، فرانسیس فوکویاما، فیروز نادری، نازی افتخاری و چند چهرهٔ بین‌المللی دیگر می‌شود. علاوه بر نام تأیید صلاحیت شدگان انتخابات ریاست‌جمهوری ۱۳۹۲ ایران، نام افرادی مانند محمد خاتمی، میرحسین موسوی، مهدی کروبی، هاشمی رفسنجانی، مصطفی تاجزاده، احمد زیدآبادی، جعفر پناهی، رضا پهلوی، مریم رجوی، اسفندیار رحیم مشایی، نرگس محمدی و نسرین ستوده نیز در فهرست گزینه‌های این وب‌گاه وجود دارد. در این وب‌گاه آمده‌است که بر اساس تعهد جمهوری اسلامی به اعلامیه جهانی حقوق بشر راه‌اندازی شده که بر پایهٔ آن ارادهٔ مردم باید مبنای اقتدار حکومت باشد و در انتخابات واقعی و دوره‌ای نمود پیدا کند.

## انتقاد به المپیک ۲۰۱۴ سوچی روسیه
گری کاسپاروف در ادامه انتقادهای تندش علیه پوتین، وی را در مورد بازی‌های المپیک زمستانی با هیتلر مقایسه کرد و برنامهٔ پوتین برای برگزاری المپیک در سوچی را نیز چیزی ندانست جز ارضای جاه‌طلبی‌های شخصی او و تلاشش برای ساخت روسیه‌ای بهتر را زیر سؤال برد.

## اعطای شهروندی کرواسی
وزارت کشور کرواسی طی بیانیه‌ای اعلام کرد گری کاسپاروف قهرمان شطرنج سابق جهان، اهل روسیه؛ که اکنون از فعالان مخالف دولت این کشور محسوب می‌شود، شهروندی کرواسی را کسب کرده‌است. کاسپاروف که به دلیل حمایت علنی از کرواسی در جنگ دهه ۱۹۹۰ مشهور شده‌است توانست شهروندی این جمهوری یوگسلاوی سابق را به دست آورد. وی که از منتقدان شدید ولادیمیر پوتین رئیس‌جمهور روسیه است؛ طی سال ۲۰۱۳، تابستان را در کرواسی گذارنده است و خانه‌ای نیز در ماکارسکا در سواحل جنوبی کرواسی دارد. کاسپارف قصد دارد در منطقه گردشگری اوپاتیا در شمال آدریاتیک یک مدرسه شطرنج افتتاح کند.

## کتاب‌ها

### زمستان در راه است
در اکتبر ۲۰۱۵، کاسپاروف کتابی با عنوان زمستان در راه است: چرا ولادیمیر پوتین و دشمنان جهان آزاد باید متوقف شوند منتشر کرد. عنوان اشاره ای به سریال تلویزیونی بازی تاج‌وتخت دارد. کاسپاروف در این کتاب دربارهٔ لزوم وجود سازمانی متشکل از کشورهای دموکراتیک به جای سازمان ملل می‌نویسد. او در مصاحبه ای سازمان ملل متحد را «استیج نمایش برای دیکتاتورها» نامید.